# 荒井神社 (高砂市)
荒井神社（あらいじんじゃ）は、兵庫県高砂市にある神社。

## 祭神
- 主神 - 大己貴神（だいこくさん）
- 相殿神 - 事代主神（えべっさん）

## 由緒
欽明天皇在位の頃、大己貴神を荒井浜に祭祀したことに始まると伝えられている。明治41年（1908年）、荒井村字戎の恵美酒神社を合祀。昭和26年（1951年）境内に保育所を設置、名称は祭神に因んで白兎愛育園とされた。

## 境内社
- 琴平神社 - 大物主神
- 浜之神社 - 大歳神
- 幸神社 - 猿田彦神
- 美雄弥神社（高砂市指定文化財） - 荒井町出身の戦没者240柱

## 祭事
- 千両えびす祭（1月15日に近い日曜・祝日）
- だいこく祭（4月29日）
- 夏祭（6月28日・29日） - 湯立て神事・輪抜け祭
- 秋祭（10月9日・10日に近い土・日曜） - 渡御祭・仁輪加太鼓
- 厄祓祭（12月25日）

秋祭では仁輪加太鼓が奉納される。仁輪加は俄のことで、ある物語を題材とした舞が行われる。舞台のそばでは、物語に関する造り物と太鼓を乗せた屋台が担がれ、舞子・太鼓を叩く乗子・屋台を担ぐ練子が囃子の掛け合いを行う。

## アクセス
山陽電鉄荒井駅から西へ約500m。